# Tyntschtykbek Tschorotegin
Tyntschtykbek Kadyrmambetowitsch Tschorotegin (Tschorojew) (kirgisisch/russisch Тынчтыкбек Кадырмамбетович Чоротегин (Чороев); * 28. März 1959 in Etschki-Baschy, Kirgisische SSR, Sowjetunion) ist ein kirgisischer Historiker, Turkologe, Hochschulprofessor, Politiker und Journalist.

## Leben
1976 machte Tyntschtykbek Tschorotegin sein Abitur in Naryn und studierte daraufhin an der Historischen Fakultät der Kirgisischen Staatlichen Universität in Frunse (heute Bischkek), wo er 1981 Lehrer wurde. Im September 1983 reiste er nach Taschkent und schloss dort 1988 seine Aspirantur im al-Bīrūnī-Institut für Orientalistik an der Akademie der Wissenschaften Usbekistans ab. Nach der Verteidigung seiner Dissertation kehrte Tschorotegin nach Bischkek zurück. Zurzeit ist er als Professor an der Kirgisischen Staatlichen Universität tätig. Er schrieb einige Lehrbücher für Schulen.
Neben seinem Beruf betreibt Tschorotegin Journalismus. 1991 wurde er mit Hilfe des Direktors des Kirgisischen Services RFE/RL freiberuflicher Berichterstatter bei diesem Sender. Von 1998 bis 2000 übte Tschorotegin eine Tätigkeit als Produzent bei der BBC in London aus. Von 2003 bis 2010 leitete er den Kirgisischen Service RFE/RL.
Tyntschtykbek Tschorotegin ist einer der Gründer der demokratischen Bewegung „Kirgisistan“. Er ist auch ein Mitautor des Grundgesetzes Kirgisistans.
Tschorotegin heiratete Nurgül Dyikanalijewa (kirgisisch Нургүл Дыйканалиева) (13. Februar 1957 – 17. September 2012) am 15. Mai 1982. Nachdem sie gestorben war, heiratete er die Philologin Aischat Botobekowa – Tschoroeva (kirgisisch Айшат Ботобекова). Tschorotegin hat einen Sohn und Töchter.
Im Jahre 2011 gehörte er zu den Spitzenautoren der kirgisischsprachigen Wikipedia.

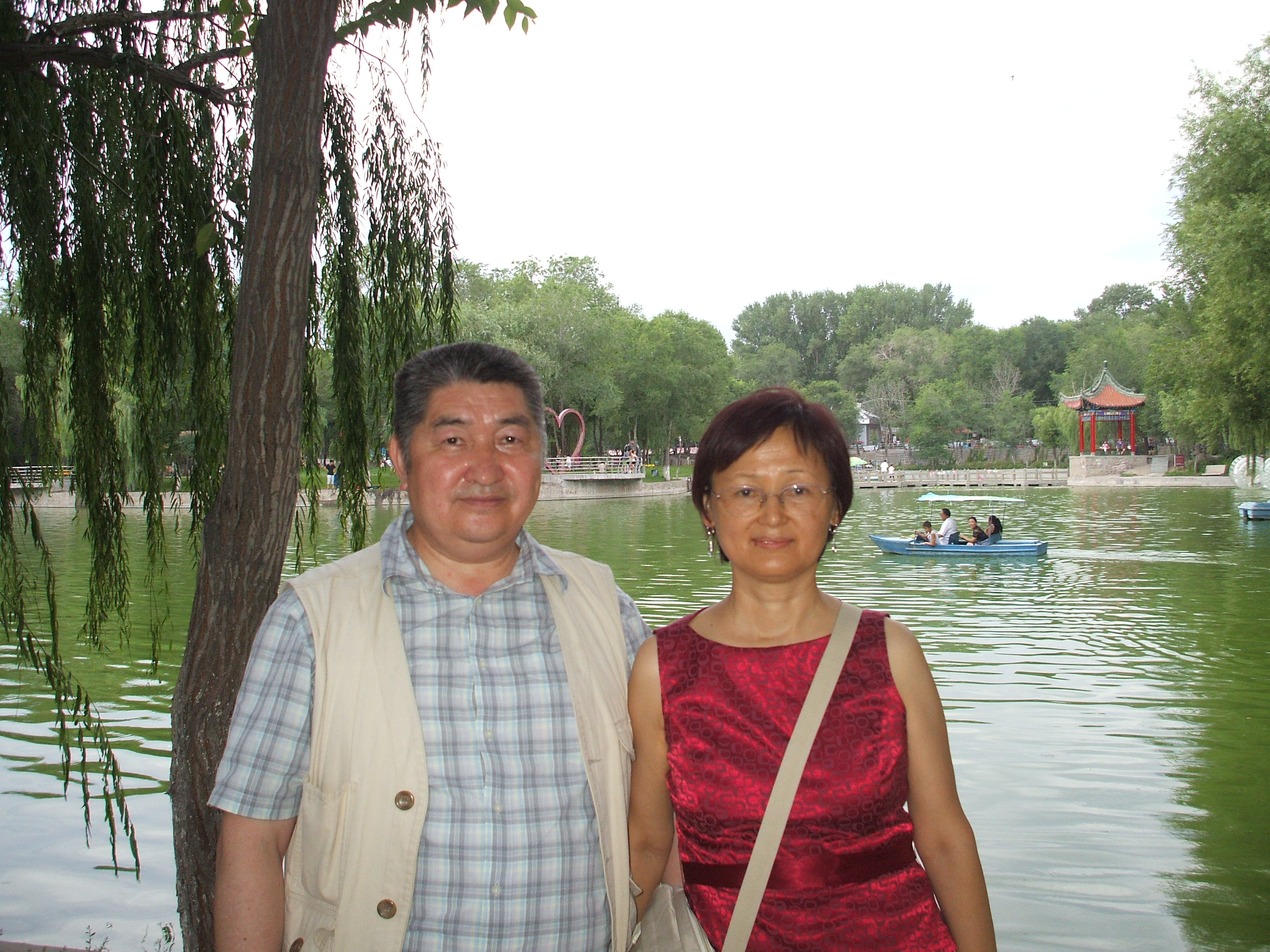
Tyntschtykbek Tschorojew und seine damalige Ehefrau Nurgül in Changji / Sanji, (Volksrepublik China, 2009)

## Publikationen
Bücher
1. The Kyrgyz Republic, in: The Turks (English language edition) / Edited by Hasan Celal Güzel, C. Cem Oguz, and Osman Karatay; Published by Yeni Turkiye Research & Publishing Center. Ankara, 2002. Hard cover, 6 volumes, 6000 pages, ISBN 975-6782-55-2. (this chapter is in the 6th vol.).
2. Etnicheskiye situatsii v tyurkskikh regionakh Tsentral'noi Azii domongol'skogo vremeni: Po musul'manskim istochnikam IX-XIII vv., edited by Professor Bori Ahmedov. – Bishkek, 1995. – 208 p., ill., map. (auf Russisch);
3. Makhmud Kashghari (Barskani) jana anyn „Divanu lughati t-turk“ söz jyinaghy: (1072–1077), edited by Omurkul Kara-uulu. Bishkek, 1997. – 160 p., ill., map. (auf Kirgisisch); ISBN 5-655-01222-7
4. ‘The Kyrgyz’; in: The History of Civilisations of Central Asia, Vol. 5, Development in contrast: from the sixteenth to the mid-nineteenth century /Editors: Ch. Adle and Irfan Habib. Co-editor: Karl M. Baipakov. – UNESCO Publishing. Multiple History Series. Paris. 2003. – Chapter 4, p. 109 – 125. ISBN 92-3-103876-1 See: http://www.unesco.org/culture/asia/
5. Ocherki istorii kyrgyzov i Kyrgyzstana: (From Ancient Times Until the End of the 18th Century), in: Kyrgyzy: 14-ti tomnik. 11-i tom. Istochniki, istoriya, etnografiya, kul'tura, fol'klor / Sostaviteli Kengesh Jusupov, Kanybek Imanaliev; redaktory Temir Asanovm Ryskul Joldoshov. – Bishkek: Biyiktik Publishing House, 2011. – P. 157-195. ISBN 978-9967-13-792-9. (auf Russisch)
6. Kratkiy kurs po izucheniyu arabskoi grafiki sovremennykh kyrgyzov KNR: Uchebnoie posobiye dlya studentov-istorikov / Otv. red. Prof. T.N.Omurbekov. – Bishkek: Kyrgyznatsuniversitet, 2002. – 22 p. ISBN 9967-403-49-7. (auf Russisch)

Artikel
- Historiography of Post-Soviet Kyrgyzstan, in: International Journal for Middle East Studies, 2002, Vol. 34, p. 351-374 (USA); (2002 Cambridge Un-ty Press 0020-7438/02)
- The Kyrgyz Republic, in: The Turks (English language edition) / Edited by Hasan Celal Güzel, C. Cem Oguz, and Osman Karatay Published by Yeni Tu"rkiye Research & Publishing Center. Ankara, 2002. Hard cover, 6 volumes, 6000 pages, ISBN 975-6782-55-2. (this chapter is in the 6th vol.). http://www.unesco.org/culture/asia/
- ‘The Kyrgyz’; in: The History of Civilisations of Central Asia, Vol. 5, Development in contrast: from the sixteenth to the mid-nineteenth century /Editors: Ch. Adle and Irfan Habib. Co-editor: Karl M. Baipakov. – UNESCO Publishing. Multiple History Series. Paris. 2003. – Chapter 4, p. 109 – 125. ISBN 92-3-103876-1 URL: http://unesdoc.unesco.org/images/0013/001302/130205e.pdf
- Kirgizistan’da Milli Bagimsizlik Icin Mucadele Tarihinden: (1916–1991)  // Turk Yurdu, Eylul, No 85, Ankara, 1994. – S. 30–32.
- Mahmud Kaşgarinin «Divanının» orto kılımadarda cana cañı doordo maalım boluşu tuuraluu // Dil Dergisi. — Ankara. — 1995. — No 27. — S. 33–37. — (TÖMER).
- Kaşgarlı Mahmut’un Divan’ı ve Manas Destanında Dogu Turklerinin Savaşları // Bozkırdan Bagımsızlıga Manas / Hazırlayan Prof. E. Gursoy-Naskalı. — Ankara: Turk Dil Kurumu, 1995. — S. 160–164.
- Neue Curricula und Lehrbücher zur Geschichte Kyrgyzstans // Berliner Osteuropa Info: Informationsdienst des Osteuropa-Instituts der Freien Universität Berlin. — Berlin, 1997. — Nr. 9 / Juli. — S. 23.
- Чоротегин (Чороев) Т.К. Вклад ученых немецкого происхождения в кыргызоведение (Tyntschtykbek Tschorotegin, Beitrag deutschstämmiger Wissenschaftler zum kirgisischen Studium) // Известия вузов Кыргызстана. –– Бишкек: Общественное объединение "Общественная академия ученых Кыргызской Республики", 2016. –– № 11-1. –– С. 124-127. –– ISSN 1694-7681. –– URL:  https://elibrary.ru/item.asp?id=27184842